# Бетаня
Бетаня (словен. Betanja) — поселення в общині Дівача, Регіон Обално-крашка, Словенія. Висота над рівнем моря: 399,9 м.